# Золоті оплески Буковини
«Золоті оплески Буковини» — щорічний регіональний театральний фестиваль комедії, що проходить у жовтні-листопаді в місті Чернівці.
Фестиваль, у якому беруть участь провідні трупи України та сусідніх країн, був заснований у 2003 році. За час існування його учасниками стали близько 20-ти театральних колективів з Вінниці, Івано-Франківська, Києва, Луцька, Львова, Миколаєва, Рівного, Тернополя, Чернігова, Мінська, Ботошанів, Ясс та інших міст.
З кожним роком фестиваль стає все популярнішим, і має всі шанси у перспективі отримати офіційний статус — «міжнародний».
Фестиваль має власні музичні позивні — «Черемшина», музика Василя Михайлика, слова Миколи Юрійчука.
Прослухати: «Черемшина» у виконанні Дмитра Гнатюка.

## Номінації фестивалю

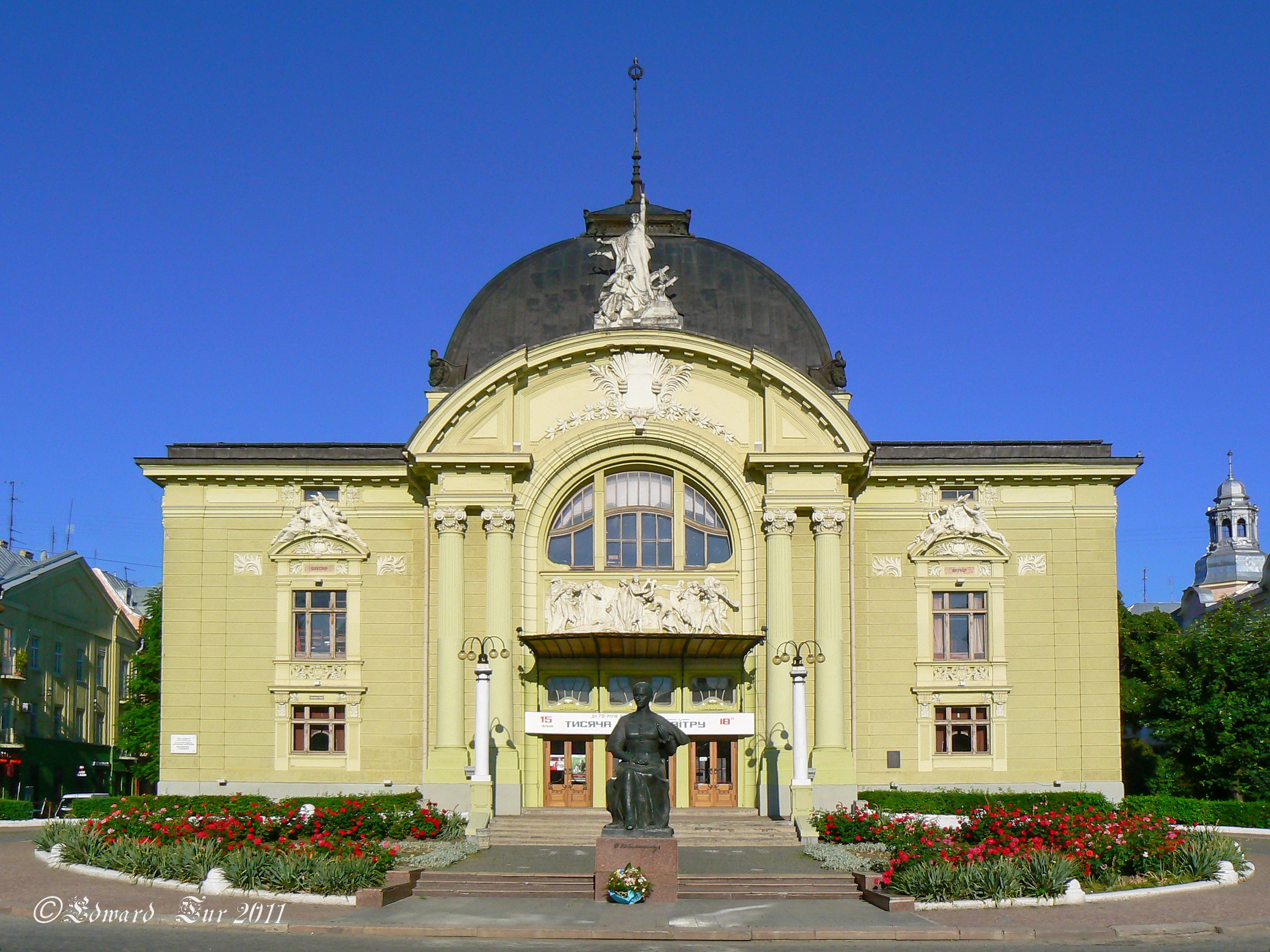

За підсумками фестивалю серед учасників визначаються переможці, яких нагороджують почесними грамотами, дипломами, цінними подарунками за такими номінаціями:
- «за творче освоєння національних традицій і високий рівень художнього втілення класичного драматургічного твору у виставі»;
- «за найкращу виставу»;
- «за найкращий режисерський задум та втілення»;
- «за найкращу сценографію вистави»;
- «за найкраще музичне вирішення вистави»;
- «за найкраще пластичне вирішення вистави»;
- «за найкраще виконання партії у музичній виставі»;
- «за найкращий акторський ансамбль»;
- «за найкращу головну жіночу роль»;
- «за найкращу головну чоловічу роль»;
- «за найкращу жіночу роль другого плану»;
- «за найкращу чоловічу роль другого плану».

Умовами фестивалю передбачено ситуації, коли не нагороджуються за всіма встановленими номінаціями, або їх розподіляють між конкурсантами відповідно до рівня виконавської майстерності, у межах коштів передбачених кошторисом доходів і витрат. Водночас, можливе присудження спеціальних, спонсорськіх, заохочувальних призів.

## Проведення фестивалів
Фестиваль «Золоті оплески Буковини» проводиться щорічно у жовтні-листопаді і присвячується відкриттю театрального сезону.
Участь беруть професійні театральні колективи з України та з-за кордону (з якими у Чернівецького музично-драматичного театру ім. Ольги Кобилянської укладені угоди про співпрацю), а також, як гості, інші театри Європи, театральні критики, відомі режисери та актори.
Театри-учасники готують на фестиваль виставу тривалістю до 3-х годин.

### Проведені фестивалі
- I фестиваль «Золоті оплески Буковини»
- II фестиваль «Золоті оплески Буковини»
- III фестиваль «Золоті оплески Буковини»
- IV фестиваль «Золоті оплески Буковини»
- V фестиваль «Золоті оплески Буковини»
- VI фестиваль «Золоті оплески Буковини»
- VII фестиваль «Золоті оплески Буковини»
- VIII фестиваль «Золоті оплески Буковини»
- IX фестиваль «Золоті оплески Буковини»
- 2017 — XII фестиваль «Золоті оплески Буковини»[3]

## Мета фестивалю
Положенням про фестиваль «Золоті оплески Буковини» передбачено, що його метою є:
- Пропаганда театрального мистецтва, зокрема найоптимістичнішого драматургічного жанру — комедії, із залученням до участі у фестивалі найкращих професійних театрів Західного та інших регіонів України.
- Створення позитивного іміджу Чернівецького обласного українського музично-драматичного театру імені Ольги Кобилянської в державі та за кордоном.
- Сприяння прогресивним тенденціям розвитку українського національного театрального мистецтва, формуванню оптимістичного світогляду і патріотизму у українських громадян.
- Культурне і естетичне виховання громадян України на найкращих здобутках українського театрального мистецтва, а також інших національних культур.
- Обмін досвідом між: творчими працівниками театрів, артистами, директорами, художніми керівниками, режисерами, сценографами, обговорення і вирішення проблем розвитку національного театрального мистецтва та їх взаємозбагачення під час творчих зустрічей, проведення прес-конференцій за участю представників культурно-мистецьких організацій і установ та засобів масової інформації.
- Розширення співпраці між театрами.
- Визначення найкращих здобутків театральних колективів.

## Засновники та організатори
Театральний фестиваль «Золоті оплески Буковини» виник у 2003 році завдяки ініціативі Чернівецького музично-драматичного театру ім. О. Кобилянської.
Крім театру, засновниками фестивалю стали: Міністерство культури і туризму України, Львівське регіональне відділення Національної спілки театральних діячів України, Чернівецька обласна державна адміністрація, Управління культури і туризму Чернівецької обласної державної адміністрації.
Для організації та проведення заходу створюються організаційний комітет та журі, склад яких затверджуються управлінням культури Чернівецької ОДА. Оргкомітет, що складається з семи осіб (голови, співголови, директора, бухгалтера, секретаря та двох членів), готує план проведення фестивалю, вирішує питання щодо запрошення, проживання та харчування гостей і учасників, реклами через засоби масової інформації, презентації, організації глядача, та інших заходів. Журі, що також складається з семи осіб, є самостійним робочим органом оргкомітету, завданням якого є перегляд та оцінювання конкурсних вистав. Його засідання є правомочними за умови присутні 2/3 від загального складу. В разі відсутності голови журі, головуючим на засіданні може бути заступник голови журі. Рішення, є остаточним і перегляду не підлягає, приймається на підставі відкритого голосування простою більшістю голосів.

## Фінансування фестивалю
Фінансування фестивалю здійснюється центральними та місцевими органами державної влади і самоврядування за рахунок коштів, передбачених у державному і місцевих бюджетах на відповідний рік.
В рамках підготовки до фестивалю складається кошторис доходів і витрат, який затверджується директором Чернівецького муздрамтеатру та погоджується начальником управління культури обласної державної адміністрації. Призовий фонд Фестивалю створюється за рахунок отриманих від продажу квитків коштів.
Для забезпечення підготовки та проведення фестивалю можуть залучатися благодійні внески та інші надходження.

### Партнери фестивалю
Генеральний спонсор:
- ТОВ «Машзавод»

Спонсори:
- АТ ТФ «Арніка»
- ТДВ «Трембіта»

Інформаційна підтримка:
Молодий буковинець, Чернівецька ОДТРК, Телеканал Чернівці, Радіо Блиск, Радіо 103,2 FM, «BukNews» [Архівовано 14 жовтня 2013 у Wayback Machine.], «Портал Культура» [Архівовано 14 жовтня 2013 у Wayback Machine.], «БукІнфо» [Архівовано 14 жовтня 2013 у Wayback Machine.], «vsemisto.info» [Архівовано 11 жовтня 2013 у Wayback Machine.], «Буковина online» [Архівовано 12 жовтня 2013 у Wayback Machine.]

## XV фестиваль (2023)
Фокус-тема фестивалю «Комедія в театрі під час війни». До участі запрошені театри з прифронтових територій країни. Фестиваль тривав з 27 по 30 листопада 2023 року.

### Програма фестивалю
1. «Нехай щастить» за п'єсою «Війнонька» Баса Джанікашвілі (реж. Степан Пасічник, Харківський державний академічний український драматичний театр ім. Тараса Шевченка)
2. «Їх там нєт» п’єса «Четверта стіна» Алекс Вуд (реж. Максим Булгаков, Луганський обласний академічний український музично-драматичний театр)
3. «Сон літньої ночі» Вільяма Шекспіра (реж. Михайло Урицький, Луганський обласний академічний український музично-драматичний театр)
4. «#поїхатинеможназалишитися» Ігоря Носовського (реж. Володимир Петренко, Дніпровський драматичний молодіжний театр «Віримо!»)
5. «Танець з контрабасом» за п'єсою «Контрабас» Патріка Зюскінда (реж. Павло Гатілов, Дніпропетровський академічний обласний український молодіжний театр)
6. «Чоловік моєї дружини» Міро Гаврана (реж. Степан Пасічник, Харківський театр «P. S.»)
7. «Величне століття. Веселе» Сергія Кулибишева (реж. Сергій Кулибишев, Чернівецький академічний обласний український муздрамтеатр ім. Ольги Кобилянської)
8. «Конотопська відьма» Григорія Квітки-Основ’яненка (реж. Іван Уривський, Національний академічний драматичний театр ім. Івана Франка)